# Molophilus mattfulleri
Molophilus mattfulleri är en tvåvingeart som beskrevs av Günther Theischinger 1992. Molophilus mattfulleri ingår i släktet Molophilus och familjen småharkrankar. Inga underarter finns listade i Catalogue of Life.